# النجع الطويل
النجع الطويل، هو نجع من نجوع الكرنك، في شرق محافظة الأقصر (العاصمة الفرعونية لمصر)، وهو من أقدم النجوع فيها، وهو مجاور وملاصق لمعبد الكرنك ويوازيه، وطوله يبدأ من نجع بدران شمالا وينتهى عند الكبرى العلوى جنوبا وعرضه يبدأ من نجع أب حسونة شرقا حتى معبد الكرنك غربا، والنطق والكتابة الصحيحة لهذا الاسم هي (النجع الطويل) وليس (نجع الطويل)، وهذا لأن (النجع الطويل) لا ينسب لشخص يدعى (الطويل)، ولكنه سمي بهذا الاسم وهو (النجع الطويل) لأنه موازٍ لمعبد الكرنك على طول المعبد، حيث كان نجع يتميز بالطول دون العرض.